# 住吉造

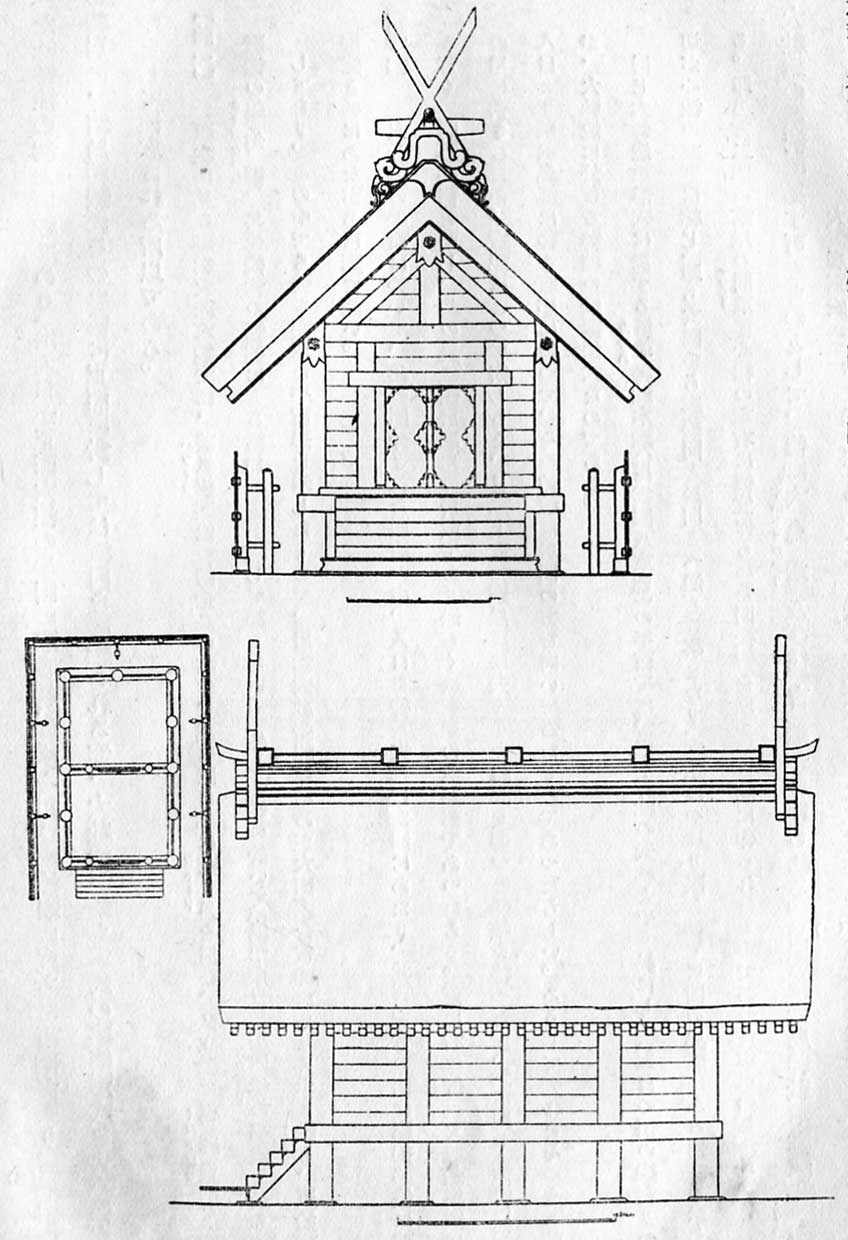
1933年住吉大社本堂立面圖（服部勝義設計）

住吉造（日语：すみよしづくり）是日本神社的一種建築風格之一。

## 概要
代表住吉大社的住吉造的特點是，該建築設有山形屋頂、高架地板、木板牆，並用蘆葦蓋成茅草或用扁柏樹皮覆蓋屋頂，其山牆則筆直般呈現舊式風格，有人指出它們類似於專門為天皇繼位時舉行秘儀的臨時祭場大嘗祭建造的建築相當相似。它被認為是與以伊勢神宮為代表的神明造和以出雲大社為代表的大社造中，最古老的神社建築風格。其歷史可追溯至552年之前。據式年遷宮祭的傳統，這些建築物或神社忠實地重建於固定間隔的年份，並堅持原來的設計。
此外，住吉造表面也不常呈現其自然原貌，而是會塗上紅、白色的傳統顏料「丹塗」和「胡粉」。

## 建築形式
住吉造的建築特點是沒有回縁和心御柱，其內部被分為內殿和外殿兩部分。建築間口為2間，深度為4間（內殿和外殿各2間）的長方形平面。屋頂形式採用了切妻造和妻入造屋頂，博风板和垂木沒有反曲，外觀呈現直線形狀。此外，建築物周圍有一道山形切割的板塀，其形狀與古墳祭祀中的埴輪相對應。

### 屋頂
可使用茅葺、杮葺、檜皮葺等各種不同材料製作。其中，住吉大社的破風呈直線形狀，屋脊裝飾採用交叉合掌型。

### 柱
間口為2間，深度為4間，中央沒有心柱和正中央的柱子。

### 壁
正面正中央設有一個觀音開門在扉的開口處。

### 床
相對於大社造和神明造，住吉造的地板社的較低。

## 案例
- 住吉大社（大阪府大阪市）

本殿4棟 - 文化7年（1810年）建造。作為這種建築風格最古老的例子，住吉大社境內的本殿已被指定為日本國寶。
- 境内社大海神社（日语：大海神社）本殿 - 寶永5年（1708年）建造。現為重要文化財。[6]
- 住吉神社本殿（福岡縣福岡市） - 元和9年（1623年）建造。現為重要文化財。[7]
- 住吉大伴神社 (京都府京都市)
- 住吉平田神社 (大阪府四條畷市)